# 1563
- Wikisource

| Calendário gregoriano                                                        | 1563 MDLXIII                                         |
| Ab urbe condita                                                              | 2316                                                 |
| Calendário arménio                                                           | 1012 – 1013                                          |
| Calendário bahá'í                                                            | -281 – -280                                          |
| Calendário budista                                                           | 2107                                                 |
| Calendário chinês                                                            | 4259 – 4260 Início a 24 de janeiro (aproximadamente) |
| Calendário copta                                                             | 1279 – 1280                                          |
| Calendário etíope                                                            | 1555 – 1556                                          |
| Calendários hindus - Vikram Samvat - Calendário nacional indiano - Cáli Iuga | 1618 – 1619 1484 – 1485 4663 – 4664                  |
| Calendário Holoceno                                                          | 11563                                                |
| Calendário islâmico                                                          | 970 – 971                                            |
| Calendário judaico                                                           | 5323 – 5324                                          |
| Calendário persa                                                             | 941 – 942                                            |
| Calendário rúnico                                                            | 1813                                                 |
| Calendário solar tailandês                                                   | 2106                                                 |

1563 (MDLXIII, na numeração romana) foi um ano comum do século XVI do Calendário Juliano, da Era de Cristo, a sua letra dominical foi C (52 semanas), teve início a uma sexta-feira e terminou também a uma sexta-feira.
| Ano completo                       |
| ---------------------------------- |
| Ano comum com início à sexta-feira |

## Eventos
- 13 de Dezembro de 1545 a 4 de Dezembro de 1563 - Fim do concílio de Trento. Trento foi o décimo nono concílio ecumênico da Igreja católica.
- Destruição do Convento de Santa Clara na vila da Ribeira Grande, ilha de São Miguel, Açores, devido a fortes terramotos.
- 29 de Junho - Erupção vulcânica na Lagoa do Fogo, ilha de São Miguel, Açores. As emissões eram projectadas a tal altura que eram visíveis a 200 km de distância. Quase em simultâneo dá-se a erupção vulcânica do Pico do Sapateiro, também em S. Miguel. Este pico formou-se numa doma traquítica localizada numa falha do graben da Ribeira Grande, ficando soterradas partes da Ribeira Seca e Ribeira Grande. A erupção durou até Setembro desse ano.[1]
- 1 de Fevereiro - Sarsa Dengel sucede seu pai Menas, como imperador da Etiópia.

## Por tema
- 1563 na literatura